# Limba cherokee
Limba cherokee ([ˈtʃɛrəˌkiː]; în cherokee: ᏣᎳᎩ ᎦᏬᏂᎯᏍᏗ, transliterat: Tsalagi Gawonihisdi) este o limbă irocheză vorbită de populația cherokee din Statele Unite. Limba cherokee este o limbă polisintetică și își folosește propriul sistem de scriere numit silabarul cherokee.

## Clasificare
Cheorkee e o limbă irocheză, fiind singura limbă irocheză sudică ce mai e vorbită și astăzi. Lingviștii cred că populația cherokee a migrat în zona sudică a Marilor Lacuri din America de Nord acum aproximativ 3.000 de ani, ei aducând-și limba în acea zonă.